# Franconia Superioară
Franconia Superioară (Oberfranken) este una din cele șapte regiuni administrative de tip Regierungsbezirk din landul Bavaria, Germania. Tot Oberfranken se numește și unitatea administrativă de tip Bezirk (în traducere liberă: „circumscripție”), identică teritorial cu regiunea administrativă Franconia Superioară, dar având atribuții diferite.
Franconia Superioară se află situată în nord-estul Bavariei, mărginită de landurile Saxonia și Turingia, de regiunile administrative Franconia Inferioară, Franconia Mijlocie, Palatinatul Superior precum și de Cehia. Sediul guvernului Franconiei Superioare se găsește în orașul Bayreuth.

Poziţia regiunii admin. Franconia Superioară în Germania

Poziţia regiunii admin. Franconia Superioară în Bavaria

## Impărțire administrativă
Franconia Superioară (după reorganizarea din 1972-1973) cuprinde patru orașe (kreisfreie Stadt) cu statut de district urban, independente de vreun district rural, precum și nouă districte rurale (Landkreis):

### Orașe district urban (care nu depind de vreun district rural)
1. Bamberg
2. Bayreuth
3. Coburg
4. Hof

### Districte rurale (Landkreis)
1. Bamberg (district)
2. Bayreuth (district)
3. Coburg (district)
4. Forchheim (district)
5. Hof (district)
6. Kronach (district)
7. Kulmbach (district)
8. Lichtenfels (district)
9. Wunsiedel (district)

## Galerie de imagini

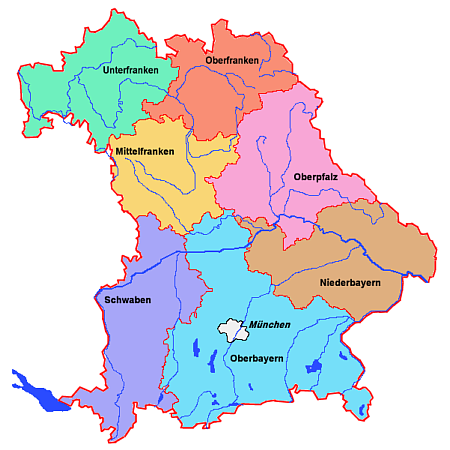
Harta landului Bavaria cu cele 7 regiuni administrative
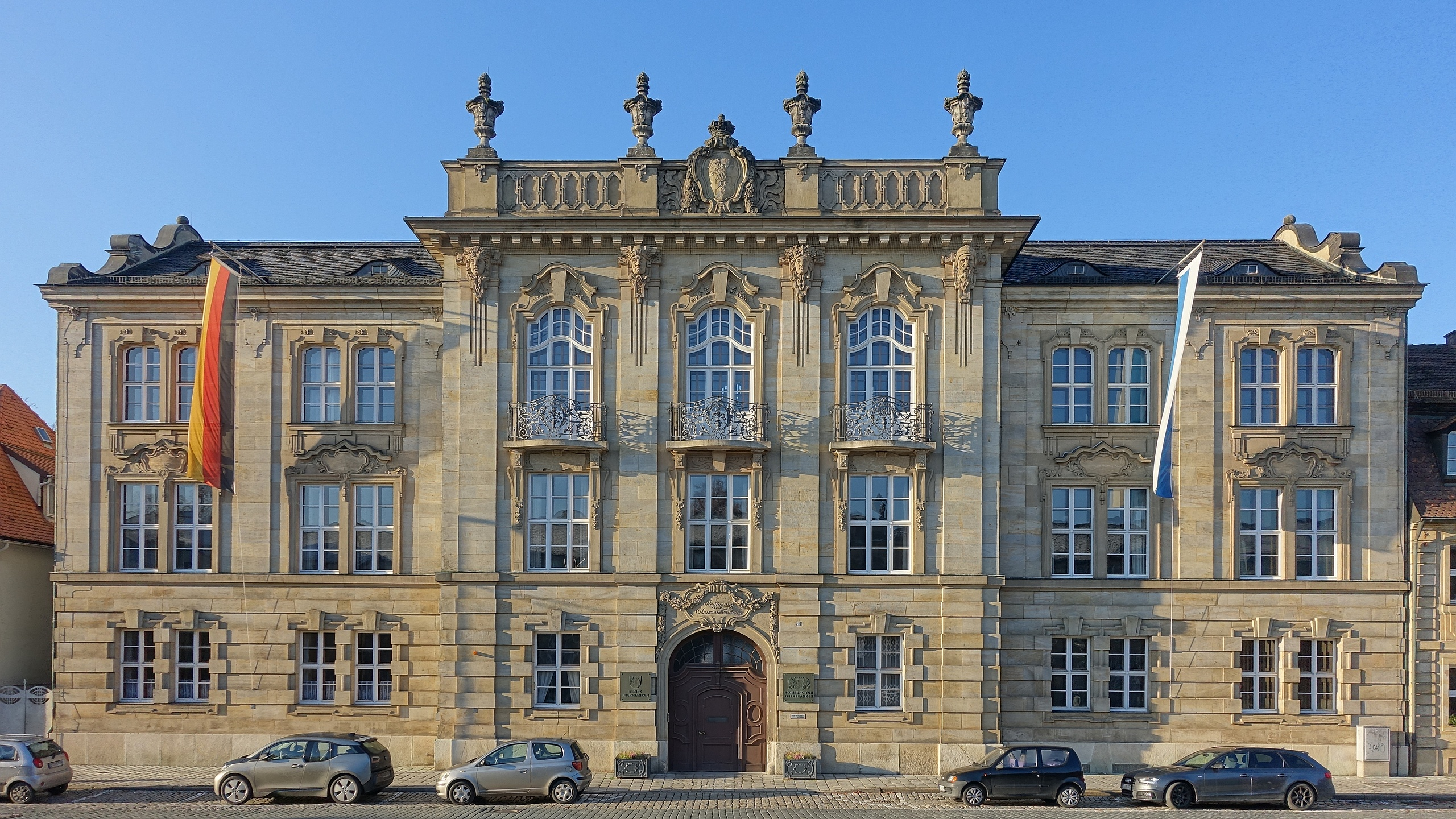
Clădirea guvernului regiunii administrative Oberfranken din Bayreuth (Regierungsgebäude)